# Meg Griffin
Megatron Griffin (según el certificado de nacimiento original, Megan) o simplemente Meg, es un personaje ficticio de la serie Padre de familia creada por Seth MacFarlane. Desde el año 2000 cuenta con la voz de Mila Kunis (anteriormente contó con la voz de Lacey Chabert hasta mediados de la segunda temporada) salvo en las canciones, de las que se encarga Tara Strong. Con 18 años (16 al principio de la serie) es la hermana mayor de la familia Griffin por delante de Chris y Stewie Griffin. Es la única hija de Peter y Lois Griffin.
En la serie es representada como una marginada tanto por su familia como en la vida social siendo así el blanco de varios chistes sobre su forma de ser, por lo que es conocida por tener baja autoestima.
En un episodio, tras nacer, Lois entrega a Peter el certificado de nacimiento de la niña en el cual se podía leer el nombre de Megan, pero este decide modificarlo “in situ” para que se llamase Megatron.

## Creación

### Actrices
En un principio la actriz Cree Summer declaró [cita requerida]haber recibido una oferta por parte del equipo de producción de Padre de familia, sin embargo fue descartada. Rachael MacFarlane le prestó su voz únicamente en el corto del piloto original, Lacey Chabert le prestó su voz desde el primer episodio (aunque no estuvo acreditada) hasta mediados de la segunda cuando fue reemplazada por Mila Kunis debido a que Chabert tenía una apretada agenda escolar al igual que profesional (en aquel entonces actuaba en Party of Five). Kunis consiguió el papel tras presentarse en las audiciones ya que contaba con el punto de haber actuado en That '70s Show.
Durante su audición, MacFarlane le pidió que hablara con suavidad y con entonación para darle al personaje la voz deseada. El propio creador declaró que "Kunis tiene un talento natural para interpretar a Meg" siendo contratada después. Su primera colaboración fue en Da Boom (tercer episodio de la segunda temporada). En la cuarta temporada fue sustituida en Don't Make Me Over por Tara Strong en las canciones.
- Rachael MacFarlane (1998; piloto original)
- Lacey Chabert (1999–2000, 2011)[6]
- Mila Kunis (2000–presente)[7]
- Tara Strong (canciones)[8]

## Personalidad
Meg es la típica adolescente con problemas de autoestima. Sus intentos por encajar dentro del instituto la llevan a la desesperada hasta tal punto de querer ser amiga de Connie D'Amico, considerada la chica más popular del instituto, a pesar de despreciarla en reiteradas ocasiones. Por otro lado, otro estudiante: Neil Goldman sintió una atracción hacia ella, siendo rechazado a pesar de ser el único en interesarse por ella. Aun así tiene un grupo de amigas, las cuales tampoco son agraciadas físicamente.
Aparte del instituto, en el seno de la familia es el centro de todos los chistes y abusos, sobre todo de Peter. Cada uno la humilla dependiendo de la personalidad de cual: Peter tiende a ser más cruel con las bromas mientras que con Chris la relación es más de amor-odio entre hermanos, Stewie y Brian tienden a ser más sutiles en el maltrato psicológico y Lois más directa respecto a la hora de comparar el físico de ambas siendo su madre la más favorecedora frente a su hija. No obstante, la relación con sus allegados no siempre ha sido tensa, puesto que en algunos episodios admiten apreciarla a pesar de todo.
También ha demostrado ser agresiva a causa de aguantar sus sentimientos tal como se pudo ver en Road to Rupert donde apaliza a un hombre con el que tuvo un accidente de tráfico. En otras ocasiones ha demostrado tener un comportamiento sexual que roza lo enfermizo cuando alguien la defiende, por ejemplo Brian en Barely Legal y Joe Swanson en The Hand That Rocks the Wheelchair.